# Caphys
Caphys is een geslacht van vlinders uit de familie snuitmotten (Pyralidae). De wetenschappelijke naam van het geslacht is voor het eerst geldig gepubliceerd in 1863 door Francis Walker.
De typesoort van het geslacht is Phalaena bilineata Stoll, 1781

## Soorten
- C. arizonensis Munroe, 1970
- C. bilineata
- C. biliniata Cramer, 1781
- C. cuprealis Hampson, 1906
- C. dentilinea Hampson, 1916
- C. ditrogalis Hampson, 1906
- C. dubia Warren
- C. eustelechalis Dyar, 1914
- C. fovealis Hampson, 1897
- C. meridionalis Möschler, 1881
- C. microthyralis Hampson, 1906
- C. pallida Hampson, 1897
- C. phaeogrammalis Hampson, 1916
- C. rufalis Hampson, 1906
- C. subrosealis Walker, 1865
- C. subsordidalis Dyar, 1914